# Elezioni comunali in Piemonte del 2015
Le elezioni comunali in Piemonte del 2015 si tennero il 31 maggio (con ballottaggio il 14 giugno).

## Riepilogo Sindaci Eletti
| Provincia     | Comune  | Sindaco uscente | Sindaco uscente        | Sindaco eletto | Sindaco eletto        | Primo turno | Primo turno         | Secondo turno | Secondo turno | Seggi   |   |   |         |
| ------------- | ------- | --------------- | ---------------------- | -------------- | --------------------- | ----------- | ------------------- | ------------- | ------------- | ------- | - | - | ------- |
| Provincia     | Comune  | Torino          | Moncalieri             |                | Roberta Meo (PD)      |             | Paolo Montagna (PD) | 12.669        | 56,56         | Seggi   | _ | _ | 15 / 24 |
| Venaria Reale |         | Torino          | Giuseppe Catania (IdV) |                | Roberto Falcone (M5S) | 2.577       | 17,33               | 9.159         | 69,10         | 15 / 24 |   |   |         |
| Alessandria   | Valenza |                 | Sergio Cassano (FI)    |                | Gianluca Barbero (PD) | 3.172       | 38,09               | 3.729         | 53,83         | 10 / 16 |   |   |         |

## Torino

### Moncalieri
|                                        | Paolo Montagna ✔️ Sindaco | 12 669               | 56,56 | Partito Democratico                | 6 359  | 29,17 | 8  |  |  |
| È Tempo Montagna Sindaco               | Paolo Montagna ✔️ Sindaco | 12 669               | 56,56 | 2 937                              | 13,47  | 4     |    |  |  |
| Moderati                               | Paolo Montagna ✔️ Sindaco | 12 669               | 56,56 | 2 428                              | 11,14  | 3     |    |  |  |
| Sinistra Ecologia Libertà              | Paolo Montagna ✔️ Sindaco | 12 669               | 56,56 | 528                                | 2,42   | –     |    |  |  |
| Federazione dei Verdi                  | Paolo Montagna ✔️ Sindaco | 12 669               | 56,56 | 246                                | 1,13   | –     |    |  |  |
|                                        | Giuseppe Furino           | 5 246                | 23,42 | Lega Nord                          | 1 768  | 8,11  | 2  |  |  |
| Forza Italia                           | Giuseppe Furino           | 5 246                | 23,42 | 1 532                              | 7,03   | 2     |    |  |  |
| Alleanza per Moncalieri                | Giuseppe Furino           | 5 246                | 23,42 | 926                                | 4,25   | 1     |    |  |  |
| Fratelli d'Italia - Alleanza Nazionale | Giuseppe Furino           | 5 246                | 23,42 | 628                                | 2,88   | –     |    |  |  |
| Partito Liberale Italiano              | Giuseppe Furino           | 5 246                | 23,42 | 149                                | 0,68   | –     |    |  |  |
| Seggio di coalizione                   | Seggio di coalizione      | Seggio di coalizione | 23,42 | 1                                  |        |       |    |  |  |
|                                        | Luca Salvatore            | 3 397                | 15,16 | Movimento 5 Stelle                 | 3 268  | 14,99 | 2  |  |  |
| Seggio di coalizione                   | Seggio di coalizione      | Seggio di coalizione | 15,16 | 1                                  |        |       |    |  |  |
|                                        | Giancarlo Chiapello       | 709                  | 3,17  | Popolari Città per la Famiglia     | 670    | 3,07  | –  |  |  |
|                                        | Guido Crosetto            | 380                  | 1,70  | Movimento Popolare di Rinnovamento | 363    | 1,66  | –  |  |  |
| Totale                                 | Totale                    | 22 401               | 100   |                                    | 21 802 | 100   | 24 |  |  |
|                                        |                           |                      |       |                                    |        |       |    |  |  |
| Fonte: Ministero dell'interno          |                           |                      |       |                                    |        |       |    |  |  |

### Venaria Reale
| Candidati                              | Candidati                  | II turno             | II turno           | I turno | I turno | Liste                  | Voti   | %     | Seggi |
| Candidati                              | Candidati                  | Voti                 | %                  | Voti    | %       | Liste                  | Voti   | %     | Seggi |
| -------------------------------------- | -------------------------- | -------------------- | ------------------ | ------- | ------- | ---------------------- | ------ | ----- | ----- |
|                                        | Roberto Falcone ✔️ Sindaco | 9 159                | 69,10              | 2 577   | 17,33   | Movimento 5 Stelle     | 2 513  | 17,33 | 15    |
|                                        | Salvatore Ippolito         | 4 095                | 30,90              | 5 733   | 38,56   | Partito Democratico    | 2 672  | 18,43 | 3     |
| Moderati                               | Salvatore Ippolito         | 4 095                | 30,90              | 5 733   | 38,56   | 728                    | 5,02   | 1     |       |
| Venaria Adesso Giovane                 | Salvatore Ippolito         | 4 095                | 30,90              | 5 733   | 38,56   | 656                    | 4,52   | –     |       |
| Scelta Civica                          | Salvatore Ippolito         | 4 095                | 30,90              | 5 733   | 38,56   | 631                    | 4,35   | –     |       |
| Partito Socialista Italiano            | Salvatore Ippolito         | 4 095                | 30,90              | 5 733   | 38,56   | 629                    | 4,34   | –     |       |
| L'Altra Sinistra per Venaria           | Salvatore Ippolito         | 4 095                | 30,90              | 5 733   | 38,56   | 372                    | 2,57   | –     |       |
| Seggio di coalizione                   | Seggio di coalizione       | Seggio di coalizione | 30,90              | 5 733   | 38,56   | 1                      |        |       |       |
|                                        | Luigi Tinozzi              | Luigi Tinozzi        | Luigi Tinozzi      | 1 923   | 12,93   | Lega Nord              | 973    | 6,71  | –     |
| Forza Italia                           | Luigi Tinozzi              | Luigi Tinozzi        | Luigi Tinozzi      | 1 923   | 12,93   | 822                    | 5,67   | –     |       |
| Unione Italiana                        | Luigi Tinozzi              | Luigi Tinozzi        | Luigi Tinozzi      | 1 923   | 12,93   | 79                     | 0,54   | –     |       |
| Seggio di coalizione                   | Seggio di coalizione       | Seggio di coalizione | Luigi Tinozzi      | 1 923   | 12,93   | 1                      |        |       |       |
|                                        | Saverio Mercadante         | Saverio Mercadante   | Saverio Mercadante | 1 751   | 11,78   | Venaria Punto e a Capo | 766    | 5,28  | –     |
| Sinistra Ecologia Libertà              | Saverio Mercadante         | Saverio Mercadante   | Saverio Mercadante | 1 751   | 11,78   | 479                    | 3,30   | –     |       |
| Cambiamo Venaria Reale                 | Saverio Mercadante         | Saverio Mercadante   | Saverio Mercadante | 1 751   | 11,78   | 440                    | 3,03   | –     |       |
| Seggio di coalizione                   | Seggio di coalizione       | Seggio di coalizione | Saverio Mercadante | 1 751   | 11,78   | 1                      |        |       |       |
|                                        | Giuseppe Capogna           | Giuseppe Capogna     | Giuseppe Capogna   | 1 677   | 11,28   | Per Venaria            | 1 435  | 9,90  | –     |
| Fratelli d'Italia - Alleanza Nazionale | Giuseppe Capogna           | Giuseppe Capogna     | Giuseppe Capogna   | 1 677   | 11,28   | 158                    | 1,09   | –     |       |
| Seggio di coalizione                   | Seggio di coalizione       | Seggio di coalizione | Giuseppe Capogna   | 1 677   | 11,28   | 1                      |        |       |       |
|                                        | Fosca Gennari              | Fosca Gennari        | Fosca Gennari      | 1 206   | 8,11    | Uniti per Cambiare     | 587    | 4,05  | –     |
| Progetto Comune X Venaria              | Fosca Gennari              | Fosca Gennari        | Fosca Gennari      | 1 206   | 8,11    | 561                    | 3,87   | –     |       |
| Seggio di coalizione                   | Seggio di coalizione       | Seggio di coalizione | Fosca Gennari      | 1 206   | 8,11    | 1                      |        |       |       |
| Totale                                 | Totale                     | 13 254               | 100                | 14 867  | 100     |                        | 14 501 | 100   | 24    |
|                                        |                            |                      |                    |         |         |                        |        |       |       |
| Fonte: Ministero dell'interno          |                            |                      |                    |         |         |                        |        |       |       |

## Alessandria

### Valenza
| Candidati                     | Candidati                   | II turno             | II turno        | I turno | I turno | Liste                                      | Voti  | %     | Seggi |
| Candidati                     | Candidati                   | Voti                 | %               | Voti    | %       | Liste                                      | Voti  | %     | Seggi |
| ----------------------------- | --------------------------- | -------------------- | --------------- | ------- | ------- | ------------------------------------------ | ----- | ----- | ----- |
|                               | Gianluca Barbero ✔️ Sindaco | 3 729                | 53,83           | 3 172   | 38,09   | Partito Democratico                        | 2 106 | 25,97 | 8     |
| Valenza Bene Comune           | Gianluca Barbero ✔️ Sindaco | 3 729                | 53,83           | 3 172   | 38,09   | 325                                        | 4,01  | 1     |       |
| Sinistra Ecologia Libertà     | Gianluca Barbero ✔️ Sindaco | 3 729                | 53,83           | 3 172   | 38,09   | 324                                        | 4,00  | 1     |       |
| Moderati                      | Gianluca Barbero ✔️ Sindaco | 3 729                | 53,83           | 3 172   | 38,09   | 172                                        | 2,12  | –     |       |
| Cattolici e Democratici       | Gianluca Barbero ✔️ Sindaco | 3 729                | 53,83           | 3 172   | 38,09   | 160                                        | 1,97  | –     |       |
|                               | Sergio Cassano              | 3 198                | 46,17           | 1 701   | 20,43   | Forza Italia                               | 1 090 | 13,44 | 1     |
| Vivi Valenza al Centro        | Sergio Cassano              | 3 198                | 46,17           | 1 701   | 20,43   | 400                                        | 4,93  | –     |       |
| Lista Tosi per Valenza        | Sergio Cassano              | 3 198                | 46,17           | 1 701   | 20,43   | 175                                        | 2,16  | –     |       |
| Seggio di coalizione          | Seggio di coalizione        | Seggio di coalizione | 46,17           | 1 701   | 20,43   | 1                                          |       |       |       |
|                               | Maurizio Oddone             | Maurizio Oddone      | Maurizio Oddone | 1 276   | 15,32   | Lega Nord (A)                              | 1 237 | 15,25 | 1     |
| Seggio di coalizione          | Seggio di coalizione        | Seggio di coalizione | Maurizio Oddone | 1 276   | 15,32   | 1                                          |       |       |       |
|                               | Mario Cresta                | Mario Cresta         | Mario Cresta    | 1 207   | 14,49   | Movimento 5 Stelle                         | 1 177 | 14,51 | –     |
| Seggio di coalizione          | Seggio di coalizione        | Seggio di coalizione | Mario Cresta    | 1 207   | 14,49   | 1                                          |       |       |       |
|                               | Luca Merlino                | Luca Merlino         | Luca Merlino    | 505     | 6,06    | Merlino con Noi per la Città (B)           | 482   | 5,94  | –     |
| Seggio di coalizione          | Seggio di coalizione        | Seggio di coalizione | Luca Merlino    | 505     | 6,06    | 1                                          |       |       |       |
|                               | Angelo Spinelli             | Angelo Spinelli      | Angelo Spinelli | 318     | 3,82    | Fratelli d'Italia - Alleanza Nazionale (C) | 318   | 3,92  | –     |
|                               | Fabio Magrin                | Fabio Magrin         | Fabio Magrin    | 149     | 1,79    | Valenza Civica                             | 143   | 1,76  | –     |
| Totale                        | Totale                      | 6 927                | 100             | 8 328   | 100     |                                            | 8 109 | 100   | 16    |
|                               |                             |                      |                 |         |         |                                            |       |       |       |
| Fonte: Ministero dell'interno |                             |                      |                 |         |         |                                            |       |       |       |